# Восточно-азиатская культурная сфера

Китайский мир

Восточно-азиатская культурная сфера, также известна как Китайская культурная сфера, Китайский мир, Синосфера (кит. трад. 東亞文化圈 / 漢字文化圈, упр. 东亚文化圈 / 汉字文化圈, пиньинь Dōngyà wénhuà quān; Hànzì wénhuà quān) — историческая культурная сфера в Восточной Азии, чья культура и письменность формировались под влиянием китайских (ханьских) образцов. Для стран китайской культурной сферы (в отличие, скажем, от стран Индийской культурной сферы) характерно использование различных вариантов иероглифической письменности. К синосфере традиционно относят Внутренний Китай (с Тайванем), Корею, Японию, Вьетнам, иногда также Сингапур и Малайзию. У истоков понятия стоял американский языковед Джеймс Мэтисофф.
Развитие синосферы происходило под влиянием не только Китая, но и соседних государственных образований. Важным рубежом в её развитии стала династия Тан, когда китайская держава впервые оказалась окружена соседскими странами с близким уровнем цивилизации (Наньчжао, корейские царства и др.).